# دوا تيمور
دوا تيمور أو توري تيمور كان خان من خانية جغتاي لفترة في 1329/1330. هوابن دوا.
استسلم لقوات سلالة يوان الحاكمة عام 1313 عندما ثار إيسين بوقا الأول ضد إمبراطور يوان أيورباروادا الذي كان يدفع الجزية له من قبل. أصبح دوا تيمور خان بعد الإطاحة بشقيقه إلجيغيدي. تذكر بعض المصادر الإسلامية أنه عُزل من قبل أخاه تارماشيرين، الذي سيطر بعد ذلك على خانية جغتاي بعد فترة قصيرة فقط من الزمن. لكن من المعروف أنه كان لا يزال حاكمًا للجغتائيين في عام 1330 كما ذكر في تاريخ يوان وبعض المصادر الأوروبية. لأن تارماشيرين كتب في رسالته إلى سلالة يوان الحاكمة أنه اعتلى العرش باسم خانية جغتاي في عام 1330، والخريطة المنشورة في الصين في حوالي عام 1330 تُظهر أيضًا خانية جغتاي باسم أولوس من دوا تيمور.
خلال فترة حكمه، أخذ إمبراطور يوان توغ تيمور (1328 - 1329 و 1329 - 1332) ثلث عائدات خيوة وخوت في خانية جغتاي.
| سبقه إلجيغيدي | خان خانية جغتاي 1329–1330 | تبعه تارماشيرين |